# Nieder-Ingelheim
Nieder-Ingelheim (auch Ingelheim-Mitte) ist ein Stadtteil von Ingelheim am Rhein im Landkreis Mainz-Bingen. Die einst selbstständige Gemeinde entwickelte sich aus einem Königsgut der Merowingerzeit und aus der Pfalz Karls des Großen, die dort im 8. Jahrhundert erbaut worden war. Die Industrialisierung am Ende des 19. Jahrhunderts ließ Nieder-Ingelheim zum heute größten Stadtteil anwachsen.

## Geografie
Der Stadtteil liegt unmittelbar am Fuße des Mainzer Bergs, von da an zieht sich die Gemarkung nördlich bis zum Rhein. Die Höhe des Siedlungsgebiets über NN beträgt 90–150 Meter.
An den Stadtteil grenzen nördlich, getrennt durch den Rhein, Oestrich-Winkel und Eltville am Rhein, östlich die seit 2019 neuen Stadtteile Heidesheim am Rhein sowie Wackernheim und westlich Gau-Algesheim sowie Bingen-Gaulsheim. Innerstädtisch grenzt Nieder-Ingelheim nordwestlich an Frei-Weinheim und südlich an Ober-Ingelheim.

### Geologie
Im Südosten der Gemarkung ist der Untergrund der Hochfläche des Mainzer Berges mit Lössschichten und Tertiärkalk versehen, die im Mittelalter noch bewaldet waren. Heute dienen diese Flächen dem Obst- und Spargelbau, die Hänge des Mainzer Berges dienen dem Weinbau. Im Norden liegt das Flussufer des Rheins, das geprägt ist durch Auenlandschaften mit Wäldern und Weiden. Ebenso sind Flugsandzonen vorhanden in der Rheinebene, die heute ebenfalls für die Landwirtschaft benutzt werden.

## Geschichte
Schon zur römischen Zeit war das Gebiet im Bereich Mainzer Straße und François-Lachenal-Platz besiedelt, es befanden sich dort mehrere Villae rusticae. Streufunde und Weihesteine deuten auch auf ein Straßendorf Vicus mit unbekanntem Namen hin. Durch den heutigen Ort verliefen mindestens zwei Straßen, die Mainzer-/Binger Straße und eine Rheintalstraße Römische Rheintalstraße.

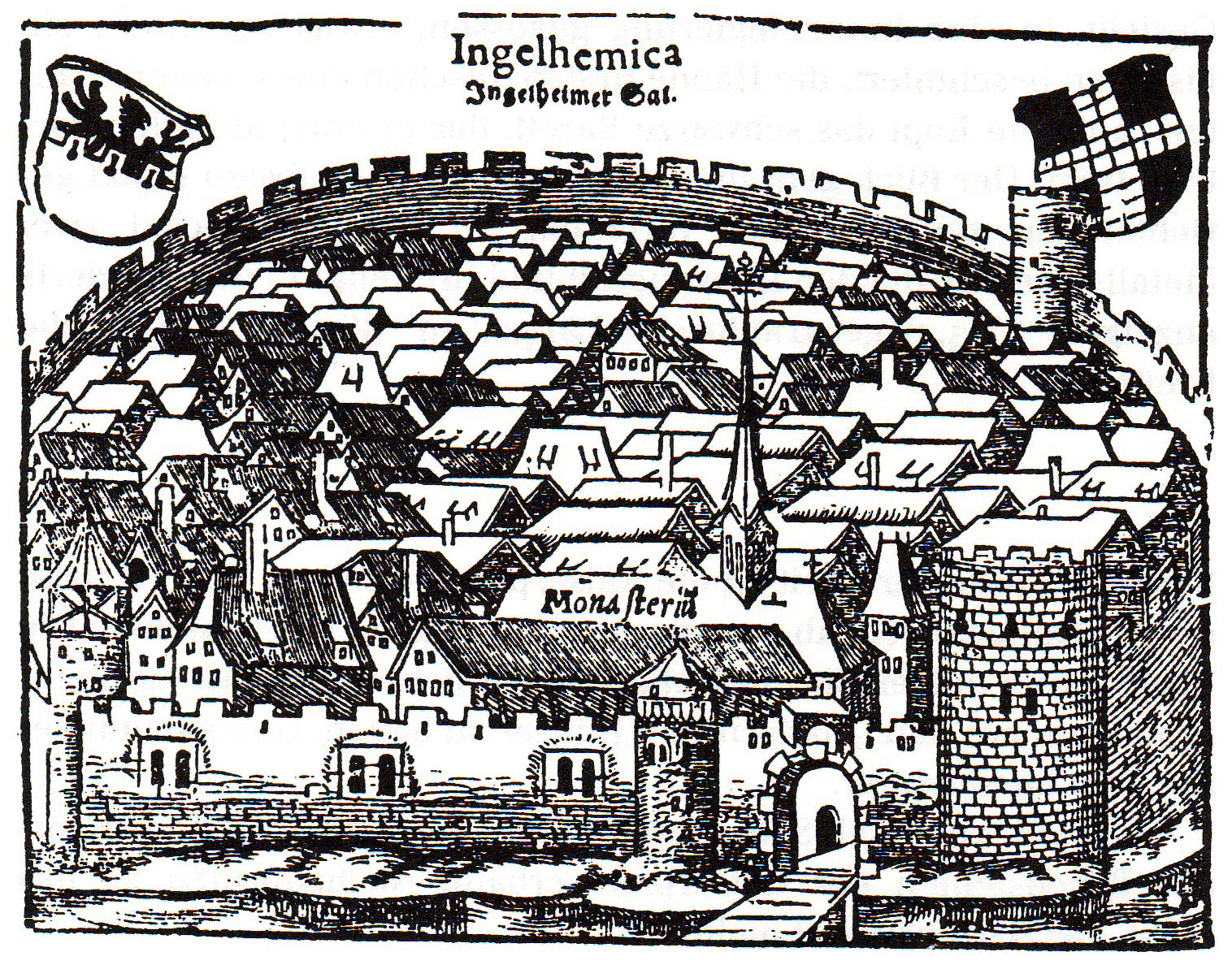
Nieder-Ingelheim in der Cosmographia von 1550

Nieder-Ingelheim, als fränkische Siedlung im 6. Jahrhundert gegründet, war schon lange vor dem Bau der Pfalz Standort eines merowingischen Königshofes. Große Bedeutung erfuhr das Dorf schließlich mit dem Bau der Pfalz Karls des Großen im 8. Jahrhundert. Von hier aus wurde das Ingelheimer Reich, später Ingelheimer Grund, verwaltet. Der erste Aufenthalt Karls des Großen datiert vom Jahr 774 in loco, qui dicitur Ingilinhaim (an einem Ort, der Ingelheim heißt). Karl der Große hielt hier 788 die Heeresversammlung ab, bei der der Bayernherzog Tassilo III. verurteilt wurde. Nach 791 scheint er sich nicht mehr in Ingelheim aufgehalten zu haben. Nach seinem Tod ließ sein Sohn Ludwig der Fromme die Pfalz fertigbauen. Er starb 840 auf einer Rheininsel gegenüber von Nieder-Ingelheim. Unter Ludwig wurde die Pfalz repräsentativer Schauplatz für Reichsversammlungen und Gesandtschaftsempfänge. In der Herrschaft der Ottonen wurden in der Pfalz mehrere Synoden abgehalten, die 948, 972, 980, 993 und 996 Reichssynoden. Letztes Großereignis war 1043 die Hochzeit zwischen König Heinrich III. und Agnes von Poitou, der Tochter Herzog Wilhelms von Aquitanien. Am 31. Dezember 1105 wurde der „Canossa-Kaiser“ Heinrich IV. in Ingelheim abgesetzt und zeitweise festgehalten. Spätestens unter Barbarossa wurde die ehemalige Pfalz zu einer Burg („castrum“) umgebaut, die von Burgmannen und seit dem 14. Jahrhundert auch von Nichtadligen besiedelt wurde. Dabei wurden viele Mauern der Pfalz in anderer Verwendung erhalten. Der Mainzer Erzbischof Siegfried III. nahm persönlich 1249 mit König Wilhelm von Holland an einer Belagerung des „Castrums“ in Nieder-Ingelheim teil. 1190 hatte Werner II. von Bolanden eine Vogtei über den Ingelheimer Reichsbesitz inne, die wahrscheinlich vom Saal aus verwaltet wurde. Allerdings wird seine Zollstation Bolandens im Jahre 1254 vom Rheinischen Städtebund zerstört. Man vermutet sie neben oder im Ingelheimer Saal.
Um 1314 wurden die restlichen Königseinnahmen aus Nieder-Ingelheim und dem gesamten Gebiet des Ingelheimer Grundes an das Mainzer Erzstift verpfändet und ab 1375 in mehreren Schritten an die Kurpfalz. Damit endete die Reichsunmittelbarkeit. Die Einwohner behielten allerdings einige Sonderrechte. 1354 ließ Karl IV. ein Augustinerchorherrenstift für tschechische Pilger auf dem Weg nach Aachen im Westen der ehemaligen Pfalz errichten. 1381 erhielt das Dorf Nieder-Ingelheim Marktrechte, konnte aber niemals ein größeres Marktleben entfalten. Ab dem 14. Jahrhundert setzte die Besiedlung im „Saal“ eine, wie die ehemalige Pfalz in allen deutschen Schriftstücken stets genannt wurde. 1460 wurde während der Mainzer Stiftsfehde zwar das Dorf niedergebrannt, aber nicht der befestiget Saal. 1488 wurde der durch seine Cosmographia bekannteste Ingelheimer Sohn, Sebastian Münster, in Nieder-Ingelheim geboren.
Der Dreißigjährige Krieg von 1618 bis 1648 und die Pest 1666 führten zu Zerstörungen und einem starken Einwohnerrückgang. Die gute Verkehrsanbindung durch die 1859 gebaute Ludwigsbahn zwischen Mainz und Bingen bewog einige Vermögende aus dem Baltikum und aus den Niederlanden, Ende des 19. Jahrhunderts ihren Wohnsitz hier zu errichten.
Mit dem Bau der Eisenbahn erhielt Nieder-Ingelheim eine Bahnstation, die schon viele Jahre vor der Stadtgründung 1939 einfach „Ingelheim“ hieß. Nach der Eröffnung der Eisenbahnstrecke hielt in Nieder-Ingelheim die Industrielle Revolution Einzug und fand in einer Reihe neugegründeter Fabriken Ausdruck. Ein Zeugnis dieser Zeit ist das 1885 gegründete Pharmaunternehmen Boehringer Ingelheim, heute der größte Steuerzahler Ingelheims, einer Stadt ohne Schulden, aber mit Ersparnissen. Die Industrialisierung ließ die schon vorher steigende Einwohnerzahl weiter anwachsen und löste einen Bauboom in Nieder-Ingelheim aus. Die Bebauung zwischen Ober- und Nieder-Ingelheim weitete sich bis zum Ersten Weltkrieg von der Grundstraße weiter in Richtung Westen zur Bahnhofstraße aus.
Schon seit dem späten 19. Jahrhundert gab es Überlegungen zu einer Zusammenlegung mit Ober-Ingelheim, die allerdings zu dieser Zeit noch scheiterten. Erst 1939 wurde Nieder-Ingelheim zusammen mit Frei-Weinheim, Ober-Ingelheim und dem Weiler Sporkenheim Teil der neuen Stadt Ingelheim am Rhein. In den 1960er Jahren entstand auf ehemaliger Nieder-Ingelheimer Gemarkung der Stadtteil Ingelheim-West. 1982 wurde das Neue Rathaus an der Ecke Gartenfeldstraße und Binger Straße auf Nieder-Ingelheimer Gemarkung eingeweiht und im Jahr 2011 wurde mit der Eröffnung der „Neuen Mitte“ in der Nähe des Bahnhofs ein wirklich städtisches Zentrum geschaffen. Neben dem Rathaus wurden 2016/17 eine Kultur- und Kongresshalle („kING“) sowie das große neue Weiterbildungszentrum errichtet.
| Einwohnerentwicklung |           |
| Jahr                 | Einwohner |
| 1577                 | 158       |
| 1806                 | 1335      |
| 1834                 | 2130      |
| 1905                 | 3435      |
| 2008                 | 9540      |
| 2021                 | 10169     |

## Politik
Vor der Stadtwerdung Ingelheims 1939 war Nieder-Ingelheim ein eigenständiger Ort.

### Bürgermeister vor der Stadtwerdung
- Johann Philipp Weitzel (1862 bis 1884)
- Leonard Muntermann (DDP, von 1912 bis 7. April 1932)

## Kultur und Sehenswürdigkeiten

### Bauwerke

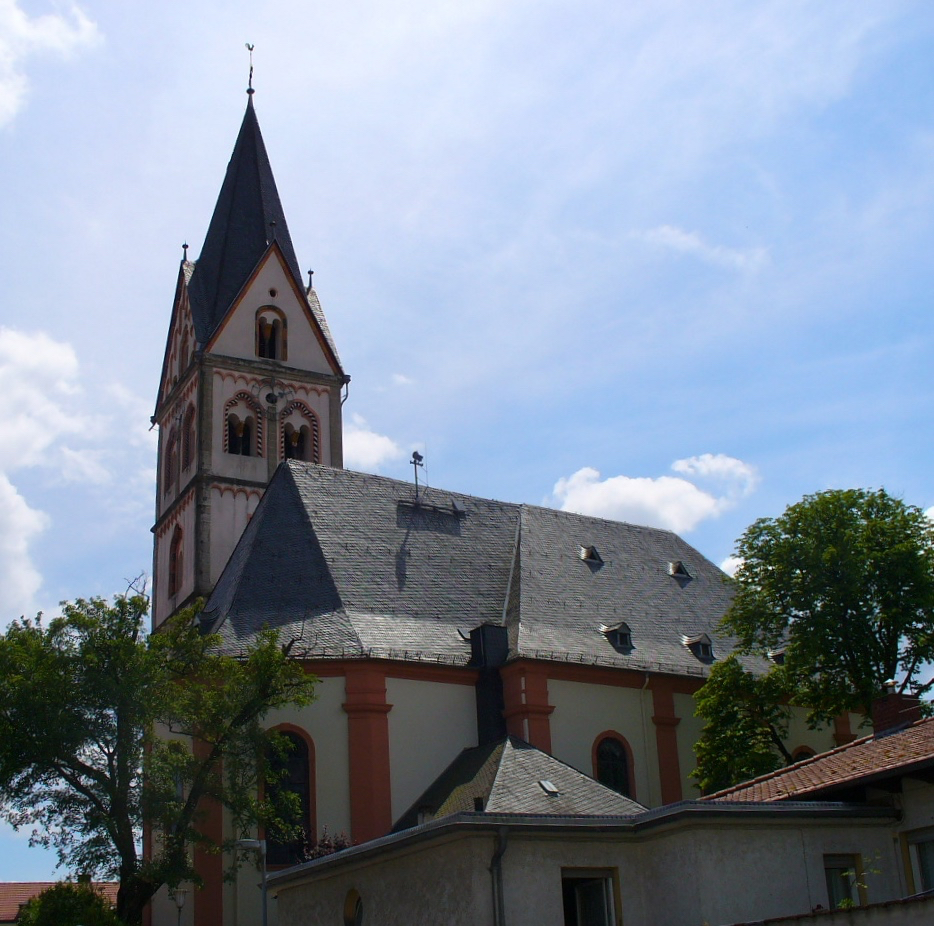
Remigiuskirche (kath.)
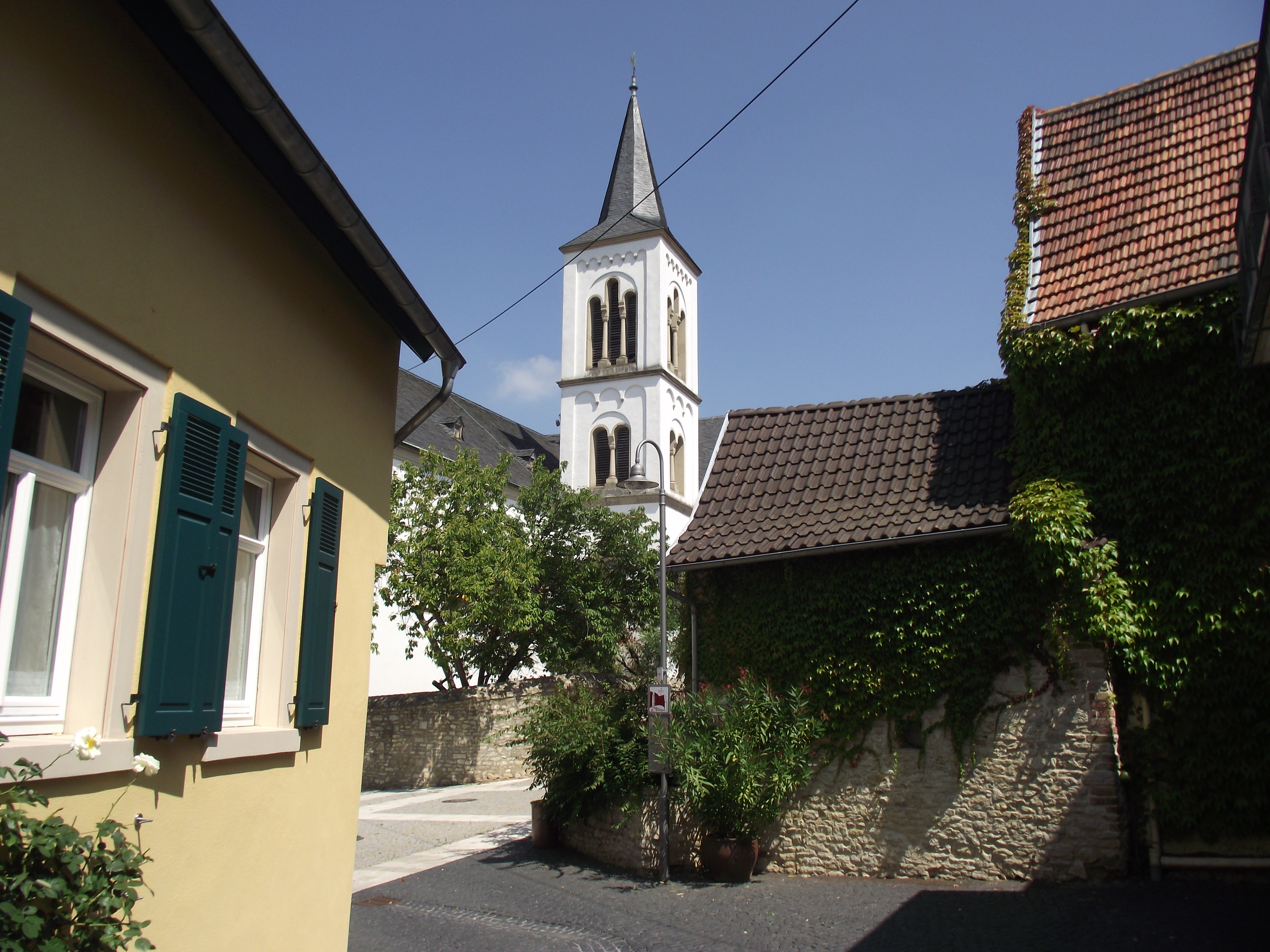
Romanischer Turm der Saalkirche
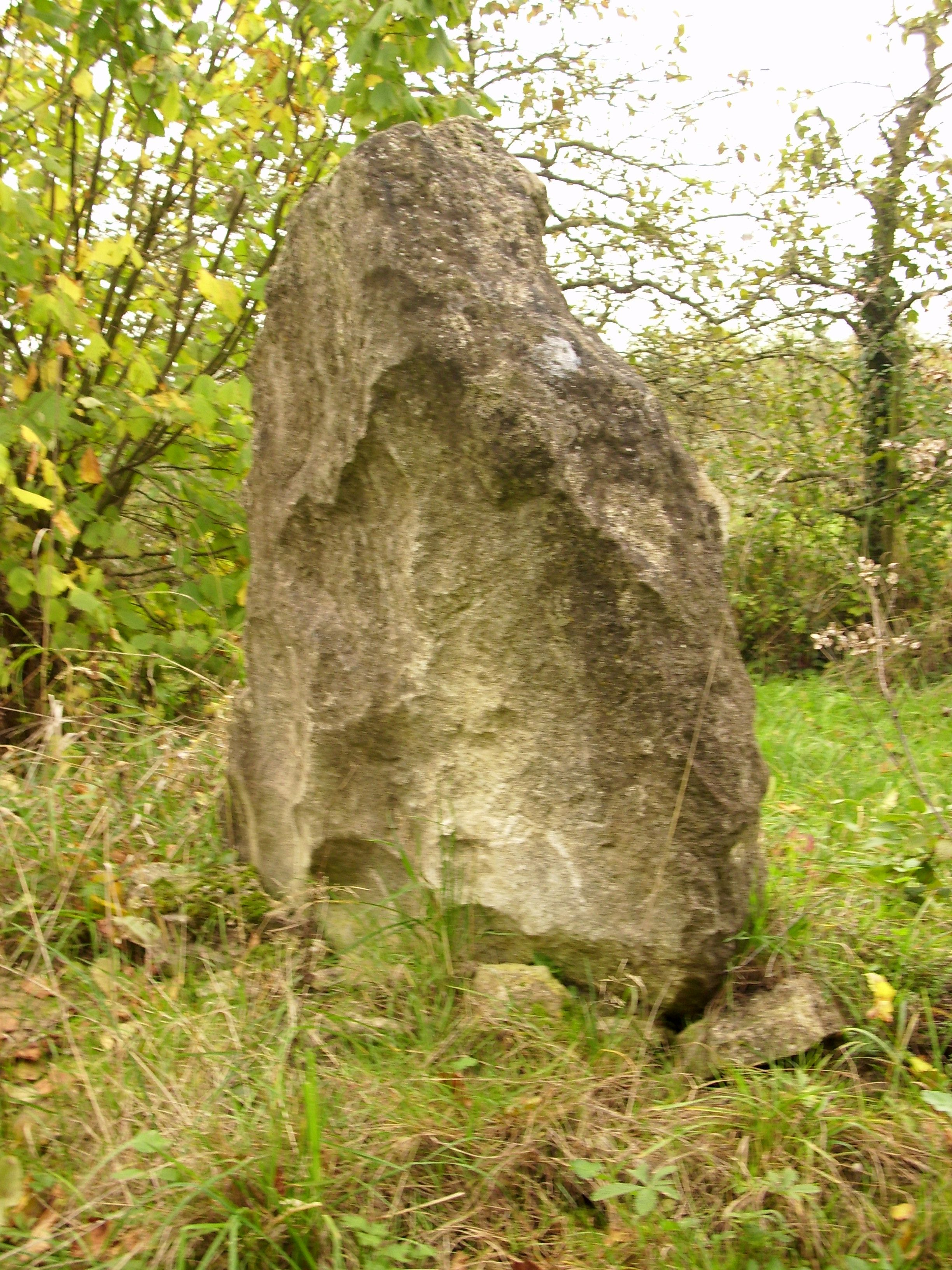
Menhir von Wackernheim

Die katholische Kirche St. Remigius reicht in ihren Anfängen bis in das 7. Jahrhundert zurück. Im Boden ihres Turmes gab es noch ein Erwachsenen-Taufbecken. Sie war die Kirche eines merowingischen Königsgutes und die Kirche für die Pfalz. Ihre Einkünfte wurden im Frühmittelalter an das Bistum Würzburg vergeben, so dass sie neben dem Hl. Remigius auch den Hl. Kilian als zweiten Patron bekam. Im Laufe der Zeit wurde sie mehrmals umgebaut. Das heutige barocke Kirchenschiff stammt von 1740, der romanische Glockenturm noch aus staufischer Zeit (ca. 1230). Er stellt somit den ältesten Teil der Kirche dar. Die Kirche wurde zur Blütezeit der benachbarten Pfalz als Palastkapelle verwendet. Im Juni 948 tagte in ecclesia beati Remigii die Universalsynode von Ingelheim unter Vorsitz des päpstlichen Kardinallegaten Marinus von Bomarzo, an der auch König Otto und Ludwig von Frankreich teilnahmen.
Die Saalkirche (evangelisch) wurde nach neuesten Forschungen erst um 1100 in der ehemaligen Pfalz errichtet. Sie diente dem Augustinerstift als Wallfahrerkirche. In der Reformation des 16. Jahrhunderts wurde das Stift aufgehoben und die Kirche verfiel, vor allem im Dreißigjährigen Krieg. In einem Bericht aus dem Jahre 1638 heißt es, dass die Kirche bis auf den Chor und die Mauern des Querschiffs eingestürzt ist. 1709 baute sich die reformierte Gemeinde von der ihr zugewiesenen Kirchenruine das Querschiff mit dem Chor als ihre Kirche wieder auf. Die Rekonstruktion des Langhauses wurde erst 1965 abgeschlossen.
Die bedeutende Königspfalz stammt aus dem 8. Jahrhundert und diente den Königen bzw. Kaisern bis ins 11. Jahrhundert als Aufenthalts- und Regierungsort. Von der einstigen Pfalz sind noch die meisten Mauerreste einer karolingischen Pfalz überhaupt erhalten und bei mehreren Ausgrabungskampagnen des 20. Jahrhunderts sichtbar gemacht worden. Der größere Teil der Anlage liegt jedoch als Fundamente unter der Erde. Deren Umrisse werden durch Travertinplatten im Pflaster kenntlich gemacht. Heute steht das Gebiet der einstigen Pfalz unter Denkmalschutz. Zurzeit sind die Ausgrabungen in der Pfalz abgeschlossen.

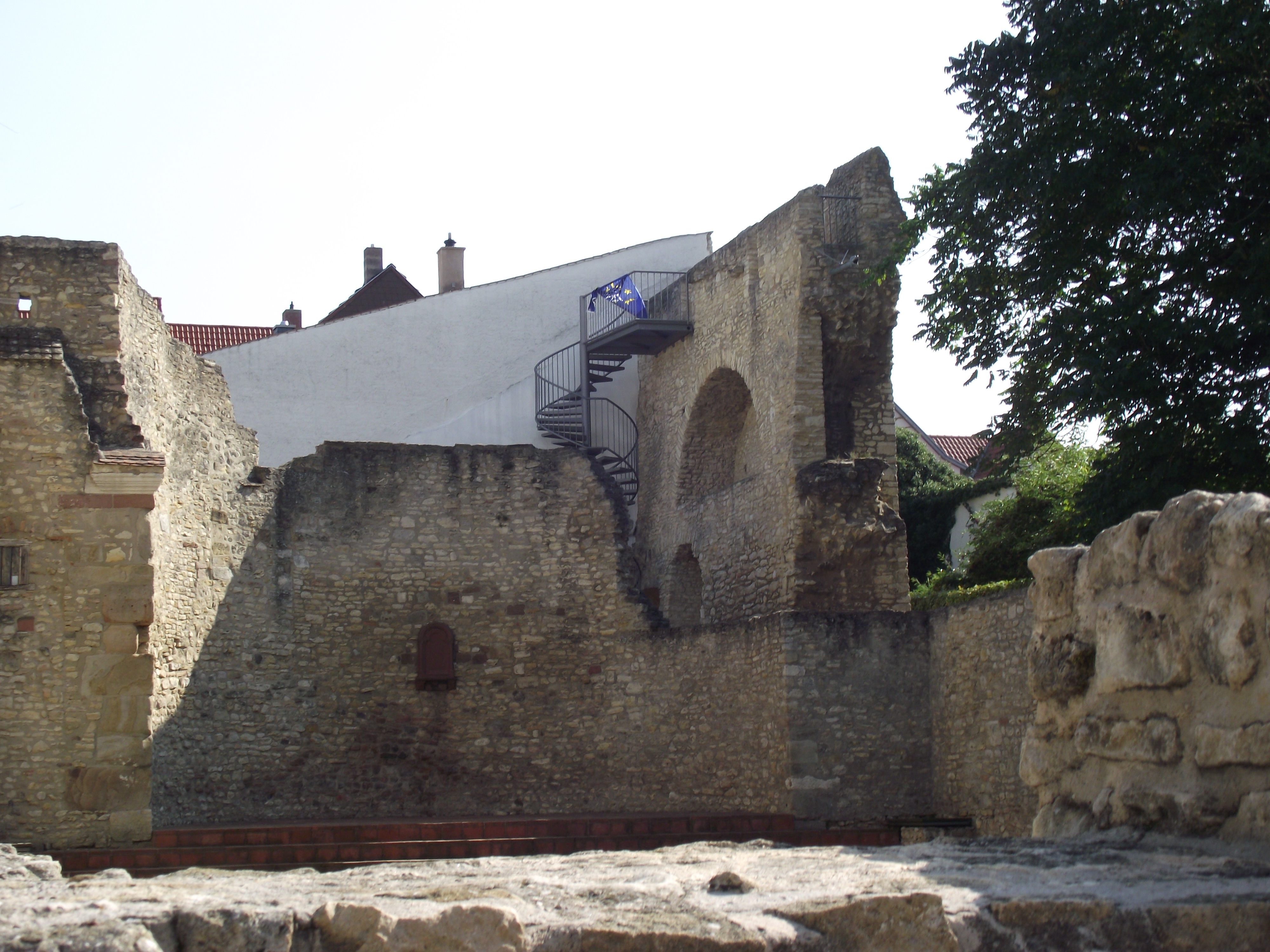
Die Aula Regia der Kaiserpfalz
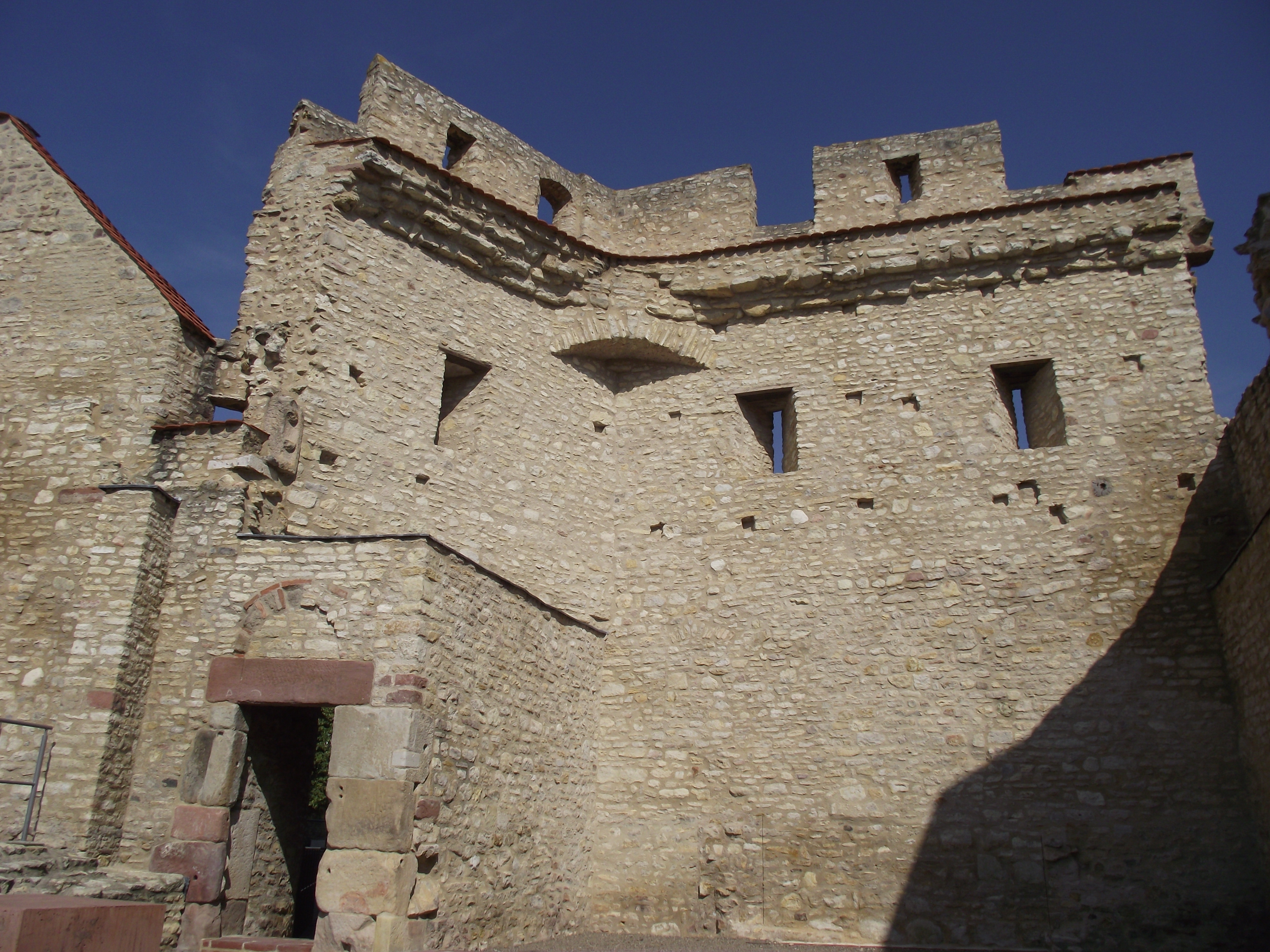
Westseite des Heidesheimer Tores

Das seit dem 19. Jh. sogenannte „Heidesheimer Tor“ war der repräsentative östliche Aus- und Eingang der Pfalz in karolingischer Zeit. Das einstige Tor mit zwei Türmen links und rechts vom Torbogen ist allerdings nicht mehr zu sehen, da es im Zuge des Umbaus zur mittelalterlichen Wehrarchitektur zugemauert und die Türme abgetragen wurden. Durch alle sechs Türme des riesigen Halbkreisbaues floss frisches Quellwasser aus einer unterirdischen Wasserleitung, die nach römischen Vorbildern über ca. 7 Kilometer von den Quellen in Heidesheim am Rhein zur Pfalz geleitet wurde.

### Sport und Vereine
Die Turngemeinde 1847 Nieder-Ingelheim bietet neben Basketball und Tischtennis weitere Kurse an, wie zum Beispiel Showtanz, Leichtathletik, Badminton, Turnen und Volleyball.

### Regelmäßige Veranstaltungen
Immer am zweiten Augustwochenende richtet der Narrenclub Ingelheim auf dem Vorplatz der Saalkirche das Altstadtfest aus. Die Ökumenische Kerb in Nieder-Ingelheim findet am zweiten Septemberwochenende in der Nähe der St. Remigiuskirche statt. Zudem richtet Boehringer Ingelheim von April bis Mitte Juni, das Kulturfestival Internationale Tage im Alten Rathaus aus. Höhepunkt dieser sind die Nacht der Kunst im Mai, bei der auch das Saalgebiet mit Führungen und Illumination der Kaiserpfalz eingebunden wird.

## Wirtschaft und Infrastruktur

### Ansässige Unternehmen
Seit dem letzten Drittel des 19. Jahrhunderts entstanden in dem ehemals landwirtschaftlich geprägten „Flecken“ Nieder-Ingelheim mehrere industrielle Betriebe, darunter eine Zementfabrik (1864–1907). Das einzige Unternehmen aus der Gründerzeit, das bis heute besteht, ist das Pharmaunternehmen Boehringer Ingelheim, das bis heute das Bild der gesamten Stadt prägt und als GmbH ihr größter Steuerzahler ist. Daneben haben sich mehrere neue Industrieunternehmungen in Nieder-Ingelheim angesiedelt, so auch die Bioscientia, ein bedeutendes Unternehmen für Labordiagnostik, das in der Corona-Pandemie eine besonders wichtige Funktion einnahm.

### Verkehr
Nördlich des Stadtgebiets verläuft die A 60, die mit Nieder-Ingelheim durch zwei Anschlussstellen verbunden ist, Ingelheim-Ost und Ingelheim-West. Durch den Stadtteil führen die L 419, die am Anfang des 19. Jahrhunderts als Route de Charlemagne angelegt wurde, aus der Innenstadt nach Wackernheim, die L 422 nach Heidesheim und die L 428 durch das Selztal aufwärts. Es gibt ein umfangreiches Busnetz.
Auf Nieder-Ingelheimer Gemarkung befinden sich die Rheinhessische, die Rheinhessische Energie- und Wasserversorgungs-GmbH, die Kläranlagen, alle weiterführenden Schulen, die Volkshochschule, das Rathaus, die kING, die Mediathek und der Ingelheimer Bahnhof mit Anbindungen nach Mainz und Bingen.

### Öffentliche Einrichtungen
Seit 2010 befindet sich die Polizeiinspektion Ingelheim auf dem ehemaligen Gelände der Fabrik von Maehler & Kaege, und daneben die Hauptwache der Feuerwehr.

## Persönlichkeiten
- Rudolf Handel (1821–1879), Oberlandesgerichtsrat und Abgeordneter zum Österreichischen Abgeordnetenhaus